# Chuecatown
Chuecatown è un film del 2007 diretto da Juan Flahn. 
Film commedia spagnolo di tematica omosessuale. Non esiste una versione in lingua italiana.

## Trama
Leo e Rey sono una coppia di "orsi" gay che vivono nel quartiere Chueca di Madrid, poco somiglianti allo stereotipo dell'omosessuale: tra le altre cose non sono interessati alla moda, né al culto del corpo e amano il calcio. Victor è il proprietario di un'agenzia immobiliare intenzionata a rimodellare il quartiere affinché diventi una costosa zona trendy e venga abitato da giovani coppie gay. Per arrivare al suo scopo Victor inganna e uccide le signore anziane del quartiere per ottenerne gli appartamenti da ristrutturare.
Le vite di Victor e della coppia si incrociano quando questi uccide la loro anziana vicina di casa, di cui Rey risulta essere l'erede. Vorrebbe comprare l'appartamento, ma Rey pensa di destinarlo a sua madre Antonia, che odia Leo e fa di tutto per separare la coppia.
La polizia indaga sugli omicidi trattandoli come casi isolati, tranne l'ispettrice Mila, una donna eccentrica e piena di fobie, che intuisce il legame tra gli omicidi per via del costoso profumo che trova sempre sulle scene dei crimini. Non avendo né attenzione né fiducia da parte dei suoi superiori, che la credono disturbata, conduce comunque le indagini insieme al figlio Luis, anch'egli poliziotto, fino alla cattura dell'assassino.